# طيران فرط صوتي

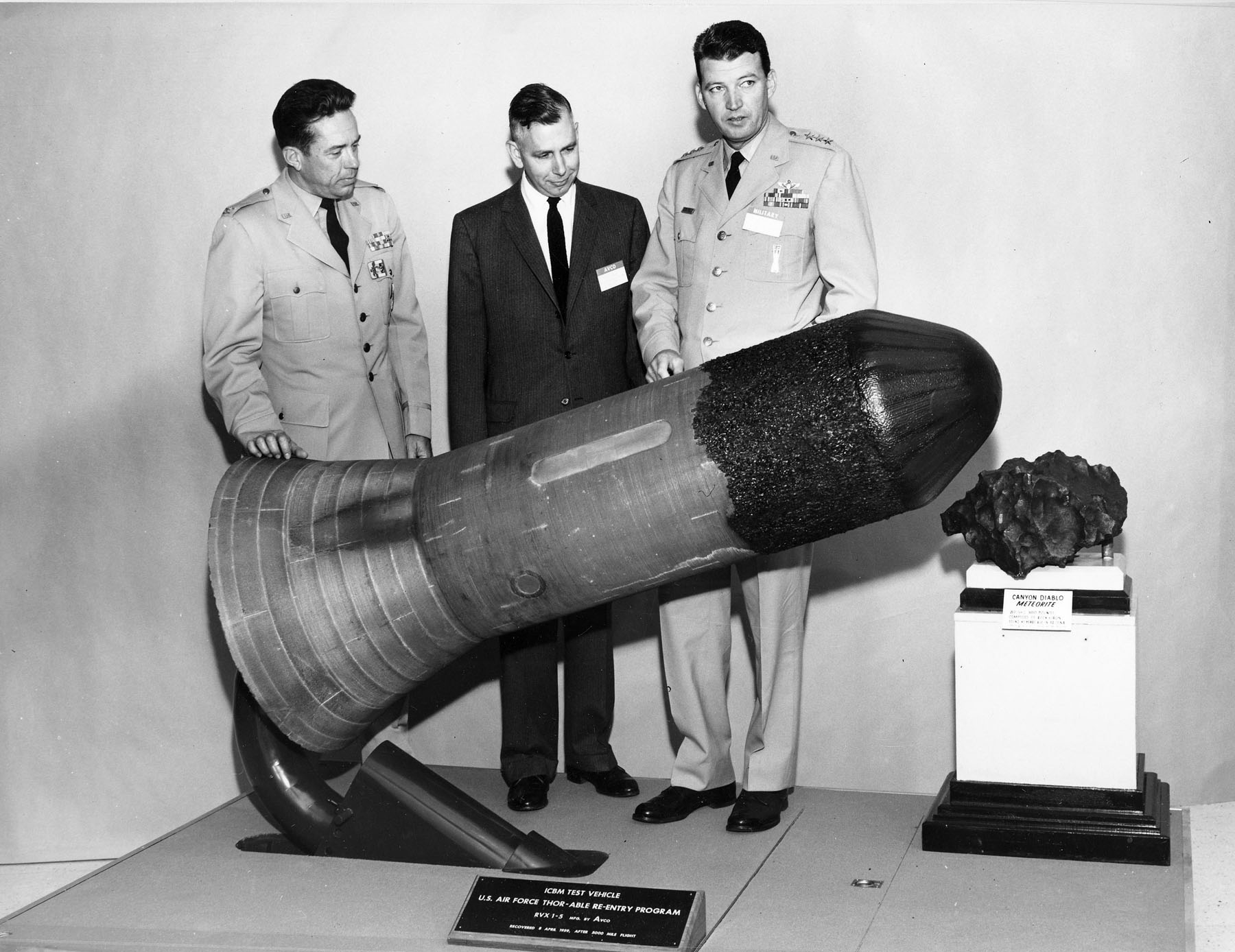
مركبة عودة دخول الغلاف الجوي بعد رحلة لمسافة 8000 كيلومتر (5000 ميل)، 1959. لاحظ الطرف الأسود للمركبة العائدة بسبب التسخين الحركي الهوائي. قارن ذلك بتأثير التسخين الحركي الهوائي على النيزك الحديدي على اليمين.

الطيران الفرط صوتي أو الطيران فائق الصوتية أو الطيران الفوق صوتي هو الطيران عبر الغلاف الجوي على ارتفاعات تقل عن 90 كيلومترًا تقريبا بسرعات تبلغ خمسة أضعاف سرعة الصوت، أي تزيد عن 3000 ميل في الساعة حوالي 3800 ميل (6116 كم) في الساعة، وعدد ماخ إم أكبر من خمسة، إم > 5 (الصوت لديه سرعة ماخ 1)، وهي السرعة التي يبدأ فيها تفكك الهواء في أن يصبح مهمًا وتوجد أحمال حرارية عالية. يعرّف النظام الفرط الصوتي المرتفع عند إم > 10 لمراعاة الديناميكا الهوائية لإعادة الدخول. السمة الرئيسة للديناميكا الهوائية الفرط صوتية هي أن درجة حرارة التدفق كبيرة جدًا لدرجة أنه يجب مراعاة كيمياء جزيئات الهواء ثنائية الذرة. عند السرعات الفرط صوتية المنخفضة، تهتز الروابط الجزيئية، مما يغير من حجم القوى التي يولدها الهواء على الطائرة. عند السرعات الفرط صوتية العالية، تتفكك الجزيئات وتنتج بلازما مشحونة كهربائيًا حول الطائرة. تحدث اختلافات كبيرة في كثافة الهواء والضغط بسبب موجات الصدمة والتمدد. حُققت سرعات تزيد عن 25 ماخ تحت الغلاف الحراري اعتبارًا من عام 2020. [بحاجة لمصدر]
تتمتع المركبات الفرط صوتية بالقدرة على المناورة عبر الغلاف الجوي في مسار غير مكافئ، ولكن الأحمال الحرارية الديناميكية الهوائية الخاصة بها تحتاج إلى إدارة.

## الفيزياء

### نقطة الركود
نقطة ركود الهواء المتدفق حول الجسم هي النقطة التي تكون فيها سرعته المحلية صفرًا.عند هذه النقطة يتدفق الهواء حول هذا الموقع. تتشكل موجة صدمة، والتي تحرف الهواء عن نقطة الركود وتعزل الجسم الطائر عن الغلاف الجوي.يمكن أن يؤثر هذا على قدرة رفع سطح الطيران التي تمكنه من مقاومة سحبه وسقوطه الحر اللاحق.
من أجل المناورة في الغلاف الجوي بسرعات أسرع من السرعة فوق الصوتية، لا تزال أشكال الدسر قادرة على أن تكون أنظمة تنفس الهواء، لكن المحرك النفاث التضاغطي لا يكفي لكي يصل النظام إلى سرعة ماخ 5، حيث يبطئ المحرك النفاث التضاغطي تدفق الهواء إلى سرعة دون سرعة الصوت. تستخدم بعض الأنظمة (ويفرايدر) صاروخًا في المرحلة الأولى لدفع الجسم إلى نظام فرط صوتي. تستخدم أنظمة أخرى (مركبات الانزلاق المعزز) المحركات النفاثة الفرطية بعد الانزلاق المعزز الأولي، حيث تظل سرعة الهواء المار عبر المحرك النفاث الفرطي الأسرع من الصوت. تستخدم الأنظمة الأخرى (الذخائر) مدفعًا لتعزيزها الأولي.

### تأثير درجات الحرارة المرتفعة
التدفق الفرط صوتي هو تدفق عالي الطاقة. تزداد نسبة الطاقة الحركية إلى الطاقة الداخلية للغاز مع مربع عدد ماخ. عندما يدخل هذا التدفق طبقة حدية، تحدث تأثيرات لزوجة عالية بسبب الاحتكاك بين الهواء والجسم عالي السرعة. في هذه الحالة، يتم تحويل الطاقة الحركية العالية جزئيًا إلى طاقة داخلية وتكون طاقة الغاز متناسبة مع الطاقة الداخلية. لذلك، فإن الطبقات الحدية فوق الصوتية هي مناطق ذات درجات حرارة عالية بسبب التبديد اللزج للطاقة الحركية للتدفق. منطقة أخرى من التدفق عالي الحرارة هي طبقة الصدمة خلف موجة الصدمة المنحنية. في حالة طبقة الصدمة، تقل سرعة التدفق بشكل متقطع أثناء مروره عبر موجة الصدمة. يؤدي هذا إلى فقدان الطاقة الحركية واكتساب الطاقة الداخلية خلف موجة الصدمة. بسبب درجات الحرارة المرتفعة خلف موجة الصدمة، يصبح تفكك الجزيئات في الهواء نشطًا حراريًا. على سبيل المثال، بالنسبة للهواء عند درجة حرارة > 2000 كلفن (1730 درجة مئوية؛ 3140 درجة فهرنهايت)، يكون تفكك الأكسجين ثنائي الذرة إلى جذور الأكسجين نشطًا: O2 → 2O . بالنسبة لدرجة حرارة > 4000 كلفن (3730 درجة مئوية؛ 6740 درجة فهرنهايت)، يكون تفكك النيتروجين ثنائي الذرة إلى جذور النيتروجين نشطًا: N2 → 2N   وبالتالي، في نطاق درجة الحرارة هذا، يشكل البلازما: - التفكك الجزيئي الذي يتبعه إعادة تركيب جذور الأكسجين والنيتروجين ينتج أكسيد النيتريك: N2 + O2 → 2NO، الذي يتفكك بعد ذلك ويعاد تركيبه لتكوين أيونات: N + O → NO+ + -e.:41 :39  

### تدفق منخفض الكثافة
في حالة مستوى سطح البحر القياسية للهواء، يكون متوسط المسار الحر لجزيئات الهواء حوالي {\displaystyle \lambda =68\,\mathrm {nm} }. على ارتفاع 104 كـم (65 ميل), حيث يكون الهواء أرق، يكون متوسط المسار الحر هو {\displaystyle \lambda =1\,\mathrm {ft} =0.305\,\mathrm {m} }. وبسبب هذا المسار الحر المتوسط الكبير، تبدأ المفاهيم والمعادلات والنتائج الديناميكية الهوائية القائمة على افتراض الاستمرارية في الانهيار، وبالتالي يجب النظر إلى الديناميكا الهوائية من خلال النظرية الحركية. يُطلق على نظام الديناميكا الهوائية هذا اسم التدفق منخفض الكثافة. بالنسبة لحالة ديناميكية هوائية معينة، تعتمد التأثيرات منخفضة الكثافة على قيمة معلمة غير بعدية تسمى عدد كنودسن {\displaystyle \mathrm {Kn} }, تم تعريفه على أنه {\displaystyle \mathrm {Kn} ={\frac {\lambda }{l}}} حيث {\displaystyle l} هي مقياس الطول النموذجي للجسم الذي تم أخذه في الاعتبار. قيمة عدد كنودسن بناءً على نصف قطر مخروط المقدمة، {\displaystyle \mathrm {Kn} ={\frac {\lambda }{R}}}, يمكن أن يكون قريب للواحد.
غالبًا ما تحلق المركبات الأسرع من الصوت على ارتفاعات عالية جدًا وبالتالي تواجه ظروفًا ذات كثافة منخفضة. وبالتالي، يتطلب تصميم وتحليل المركبات الفرط صوتية أحيانًا مراعاة التدفق منخفض الكثافة. قد تقضي الأجيال الجديدة من الطائرات الفرط صوتية جزءًا كبيرًا من مهمتها على ارتفاعات عالية، وبالنسبة لهذه المركبات، ستصبح تأثيرات الكثافة المنخفضة أكثر أهمية.

### طبقة الصدمة الرقيقة
يُطلق على مجال التدفق بين موجة الصدمة وسطح الجسم اسم طبقة الصدمة. ومع زيادة عدد ماخ M، تقل زاوية موجة الصدمة الناتجة. تؤدي أعداد ماخ الأعلى إلى وضع موجة الصدمة بالقرب من سطح الجسم، وبالتالي عند السرعات الفائقة للصوت، تقع موجة الصدمة بالقرب الشديد من سطح الجسم، مما يؤدي إلى طبقة صدمة رقيقة. عند عدد رينولدز المنخفض، تصبح الطبقة الحدية سميكة للغاية وتندمج مع موجة الصدمة، مما يؤدي إلى طبقة صدمة لزجة تمامًا.

### التفاعل اللزج
تزداد طبقة حدود التدفق القابلة للضغط بشكل متناسب مع مربع عدد ماخ، وعكسيًا مع الجذر التربيعي لعدد رينولدز.
عند السرعات فوق الصوتية، يصبح هذا التأثير أكثر وضوحًا، بسبب الاعتماد الأسي على عدد ماخ. نظرًا لأن طبقة الحدود تصبح كبيرة جدًا، فإنها تتفاعل بشكل أكثر لزوجة مع التدفق المحيط. يتمثل التأثير الإجمالي لهذا التفاعل في خلق احتكاك جلدي أعلى بكثير من المعتاد، مما يتسبب في تدفق حراري أكبر على السطح. بالإضافة إلى ذلك، ترتفع ضغوط السطح فجأة، مما يؤدي إلى معامل سحب ديناميكي هوائي أكبر بكثير. يكون هذا التأثير شديدًا عند الحافة الأمامية وينخفض كدالة للطول مقابل السطح.

### طبقة الإنتروبيا
طبقة الإنتروبيا هي منطقة ذات تدرجات سرعة كبيرة ناجمة عن الانحناء القوي لموجة الصدمة. تبدأ طبقة الإنتروبيا عند مخروط مقدمة الطائرة وتمتد باتجاه التيار بالقرب من سطح الجسم. في اتجاه مجرى مخروط المقدمة، تتفاعل طبقة الإنتروبيا مع الطبقة الحدية مما يتسبب في زيادة التسخين الديناميكي الهوائي على سطح الجسم. وعلى الرغم من أن موجة الصدمة عند المخروط عند السرعات فوق الصوتية منحنية أيضًا، إلا أن طبقة الإنتروبيا لا تُلاحظ إلا عند السرعات فوق الصوتية لأن حجم المنحنى يكون أكبر بكثير عند السرعات فوق الصوتية.

## للاستزادة
- David Wright and Cameron Tracy, "Over-hyped: Physics dictates that hypersonic weapons cannot live up to the grand promises made on their behalf", مجلة العلوم الأمريكية, vol. 325, no. 2 (August 2021), pp. 64–71. Quote from p. 71: "Failure to fully assess [the potential benefits and costs of hypersonic weapons] is a recipe for wasteful spending and increased global risk."

## وصلات خارجية
- A comparative analysis of the performance of long-range hypervelocity vehicles
- (2022) Joint Air Power Competence Centre (JAPCC)

1. ↑  Ning describes a method for interrelating Reynolds number with Mach number.[7]